# Artecef BV
ACE-Artecef is een Nederlandse marathonschaatsploeg onder leiding van Marius Vos en Benno Crombeen. Het team wordt gesponsord door Artecef en ACE. Buurman komt over van Team Steigerplank dat ophield te bestaan. Van Leeuwen is met haar 47-jarige leeftijd een van de oudste op hoog marathonniveau.

## Seizoen 2015-2016
De volgende schaatssters maken deel uit van dit team:
- Lisanne Buurman
- Lillian van Haaster
- Marianne van Leeuwen
- Akke Pronk
- Laura van Ramshorst
- Viviana Rodriguez
- Dominique van der Stelt
- Anne Tauber